# Producteur de jeux vidéo
 (juillet 2025).
Si vous disposez d'ouvrages ou d'articles de référence ou si vous connaissez des sites web de qualité traitant du thème abordé ici, merci de compléter l'article en donnant les références utiles à sa vérifiabilité et en les liant à la section « Notes et références ».

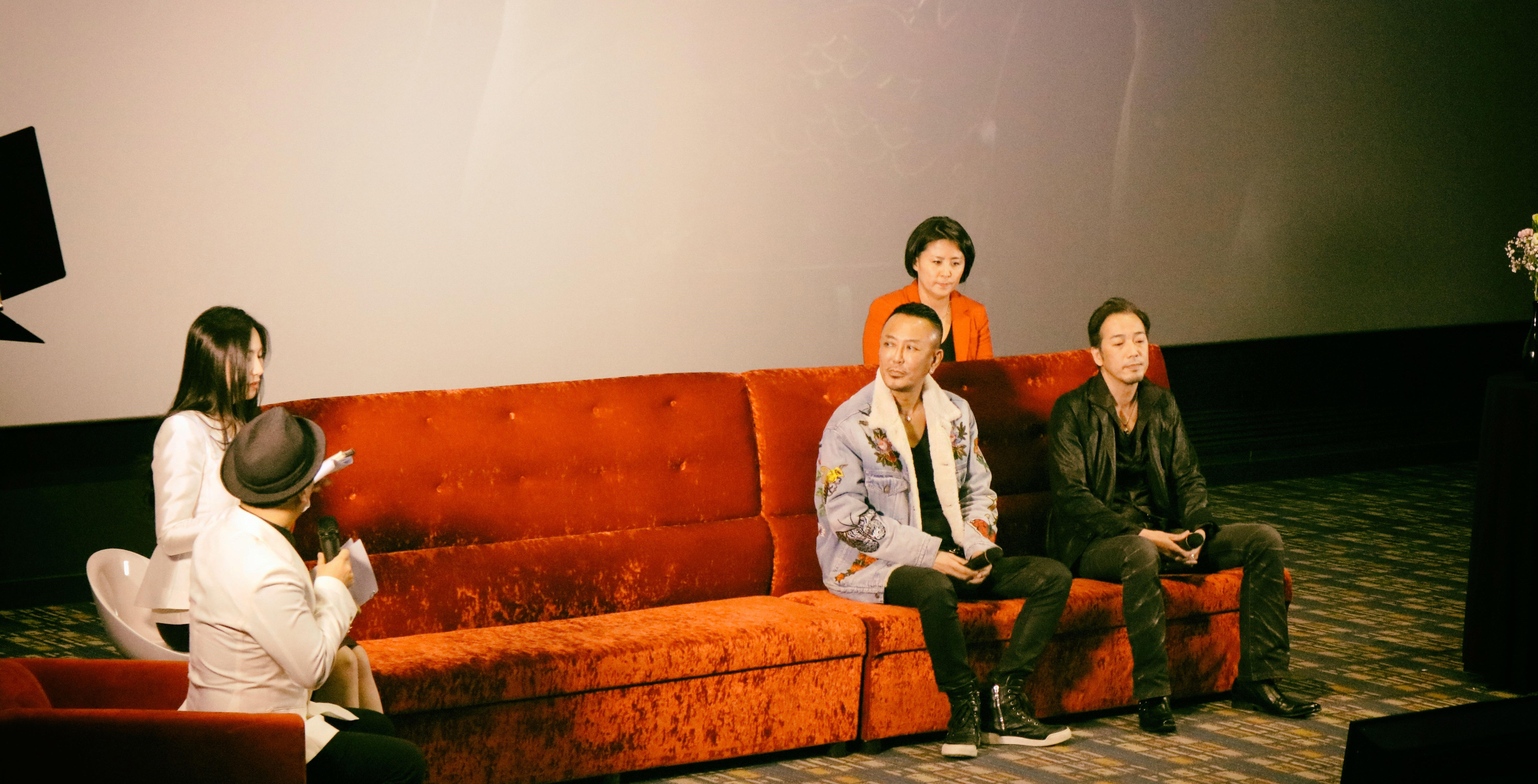
171216 Invitation à l'événement Like a Dragon (Jamsil Lotte Cinema)

Un producteur de jeux vidéo est la personne chargée de la supervision de développement d'un jeu vidéo,. Il en gère ou en attribue le budget.

## Type de producteurs
Il peut être :
- « producteur associé » s'il est propriétaire d'une partie des fonds nécessaires qui sont alloués au budget ;
- « producteur délégué » lorsqu'il est désigné par les producteurs associés pour gérer le budget complet de la production d'un jeu. Sa mission est de faire l'interface et de libérer les fonds des producteurs associés dont il dispose ;
- « producteur exécutif » lorsqu'il est désigné pour diriger le budget d'un jeu vidéo, sans être le propriétaire des fonds. Il est responsable de l'attribution du budget et du respect des délais. Il utilise ce budget pour la réalisation du jeu ;
- producteur en externe, s'il est employé par l'éditeur ;
- producteur en interne, s'il travaille pour le développeur.

## Responsabilité

### Producteur Exécutif
- Budget et Délai.
- Négociation des contrats et des licences.
- Lien entre les équipes du développement, du test et la direction.
- Supervision de la création.
- Planification de la production.
- Revue des exigences et des risques avec l'assurance qualité, puis la production déléguée (recette).
- Communication avec les journaux.
- Organisation de la localisation et beta test.

Les contrats signés entre le producteur délégué et la production exécutive soulignent souvent la responsabilité financière de cette dernière en précisant des pénalités de retard.
On trouve aussi parfois les termes chef de produit et chef de projet sur de très grosses productions ; ces appellations désignent alors en général des postes dont la responsabilité se résume aux trois premiers points énumérés ci-dessus (ainsi qu'à la supervision du marketing pour le chef de produit).